# Lymire
Genre
Lymire est un genre de lépidoptères (papillons) américains de la famille des Erebidae et de la sous-famille des Arctiinae. 

## Liste des espèces
Selon FUNET Tree of Life (8 novembre 2020) :
- Lymire albipedalis Gaede, 1926
- Lymire albipennis (Herrich-Schäffer, 1866)
- Lymire candida Forbes, 1917
- Lymire edwardsii (Grote, 1881)
- Lymire fulvicollis Dognin, 1914
- Lymire lacina Schaus, 1924
- Lymire melanocephala Walker, 1854
- Lymire metamelas (Walker, 1854)
- Lymire methyalea Dognin, 1916
- Lymire nitens (Rothschild, 1912)
- Lymire senescens Forbes, 1917
- Lymire strigivenia Druce, 1898
- Lymire vedada Schaus, 1938